# Драган Крсмановић
Драган Крсмановић (1959) је пензионисани ваздухопловни пуковник Војске Србије, некадашњи начелник Војног архива у Београду, магистар историјских наука, публициста и сарадник Издавачке куће Погледи.

## Биографија
За време НАТО агресије на СР Југославију 1999. године, био је командант аеродрома Поникве. Од 2006. до 2007. године је обављао дужност начелника Војног архива у Београду.
Идејни је творац књиге "Јевреји Србије - официри Војске Краљевине Југославије", која је изашла у издању Јеврејског историјског музеја и Савеза јеврејских општина Србије. Као сарадник Погледа и Милослава Самарџића, бави се историјом Другог светског рата и улогом Југословенске војске у отаџбини.
На парламентарним изборима 2016. године, био је кандидат за народног посланика на изборној листи коалиције Српског покрета Двери и Демократске странке Србије.